# Milovan Petrović
Milovan Petrović (mazedonisch Милован Петровиќ; * 23. Januar 1990 in Kavadarci) ist ein mazedonischer Fußballspieler.
Der Mittelfeldspieler begann seine Karriere 2009 beim FK Pobeda Prilep. 2010 wechselte er zum FK Rabotnički. Im August 2011 war sein Dopingtest beim Europa-League-Spiel gegen Lazio Rom positiv und er wurde für ein Jahr gesperrt. Medienberichte zufolge wurde das Stimulanzmittel Methylhexanamin festgestellt. Nach seiner Sperre wurde er wieder Stammspieler und gewann mit Rabotnički 2014 mit Meisterschaft und Pokal das mazedonische Double.
In der Qualifikation zur U-21-Europameisterschaft wurde er 2009/10 dreimal in die mazedonische Juniorennationalmannschaft berufen.